# Iñaki Ochoa de Olza

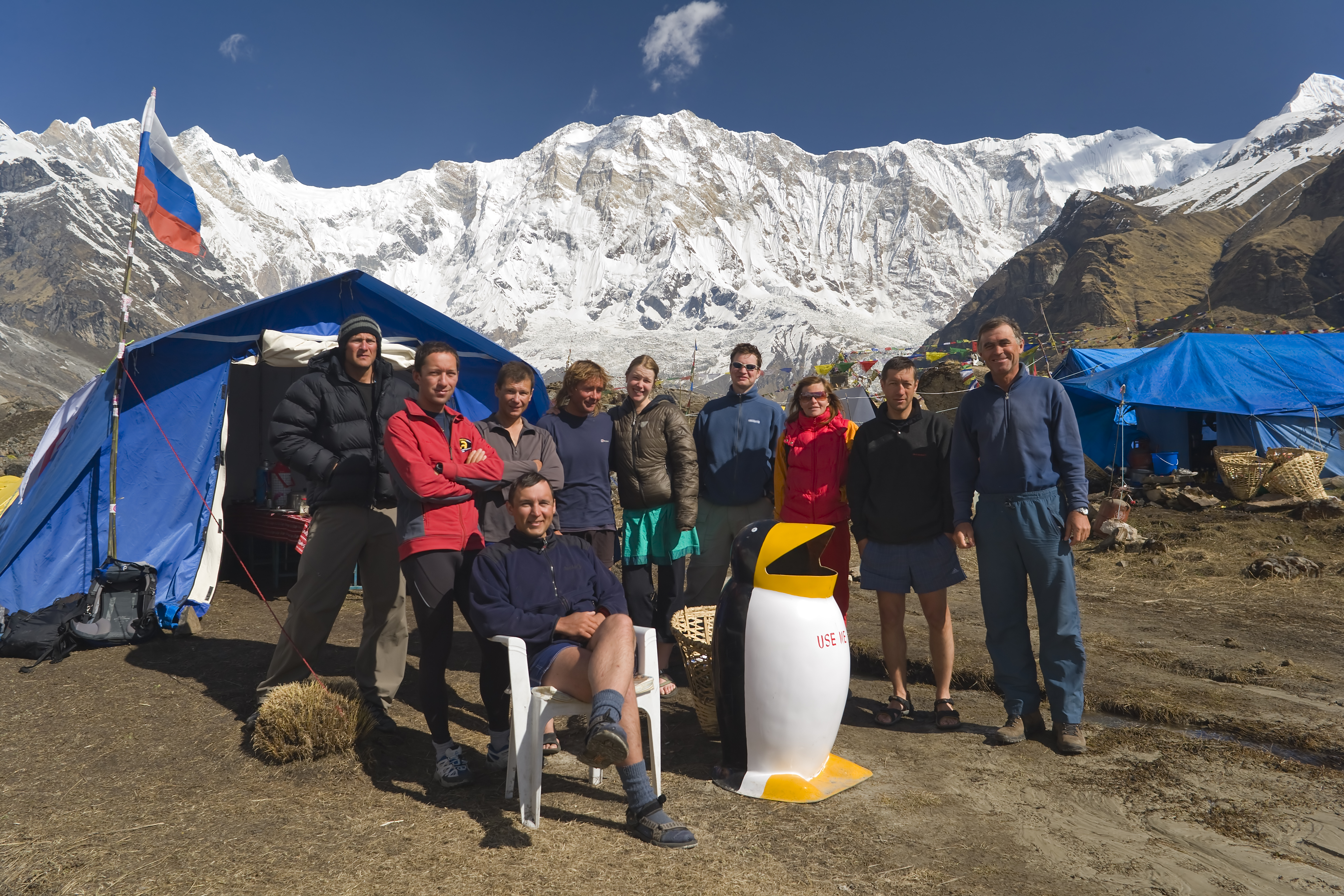
Participantes de la expedición al Annapurna en la estación base, primavera 2008. Iñaki Ochoa de Olza de pie, cuarto por la izda

Iñaki Ochoa de Olza Seguín (Pamplona, Navarra, 29 de mayo de 1967 - Annapurna, Nepal, 23 de mayo de 2008) fue un montañero español y guía de alta montaña que protagonizó más de 200 expediciones al Himalaya, escalando 12 ochomiles a lo largo de dichas expediciones.
Falleció el 23 de mayo de 2008, durante la ascensión al Annapurna, donde sufrió un ictus isquémico y un posible edema pulmonar que le provocaron una pérdida del conocimiento y, finalmente, la muerte. Su cuerpo se encuentra en dicha montaña a 7400 metros de altura por expreso deseo de su familia tras su fallecimiento. El rumano Horia Colibasanu cuidó de él durante tres días hasta que el suizo Ueli Steck le dio el relevo el mediodía del jueves 22. Colibasanu no permitió que Steck le ayudara a bajar si eso suponía que Iñaki se iba a quedar solo. Cuando Iñaki murió, Denis Urubko se encontraba a unas horas de camino, portando medicinas y botellas de oxígeno. Otros 11 escaladores se encontraban por debajo equipando la montaña para tratar de descender a Iñaki.
Iñaki Ochoa de Olza deseaba devolver a los niños más pobres, huérfanos y necesitados de los países con montes de más de 8000 m parte de lo que él había recibido. Por eso, quería recaudar fondos para construir un orfanato en Katmandú, un hospital infantil en Pakistán y una escuela en Dharamsala (sede del exilio tibetano) completando un viaje de recaudación de fondos en el que viajaría a Nepal en bicicleta durante 3 meses, ascendería el Kanchenjunga y volvería a Pamplona corriendo en 6 meses.
Sin embargo, su objetivo de ayudar a los niños más necesitados lo continúa actualmente la familia a través de la Fundación Iñaki Ochoa de Olza - SOS Himalaya, que se encarga de realizar proyectos humanitarios en el valle del Makalu.
En reconocimiento a su trayectoria deportiva fue galardonado con la Medalla de Oro al Mérito Deportivo de Navarra, insignia que también recibió su equipo de rescate.
Actualmente, un monumento de roca con forma de montaña recuerda a Iñaki en las faldas del monte Beriáin, en Sakana, donde el alpinista navarro solía acudir a entrenar asiduamente. En ella, y en el pueblo de Unanu, se celebró el homenaje en el 15º aniversario de su fallecimiento.

## Ascensiones a Ochomiles
1. Cho Oyu (8.201 m): en 1993.
2. Gasherbrum I (8.068 m): en 1996.
3. Gasherbrum II (8.035 m): en 1996.
4. Lhotse (8.516 m): en 1999.
5. Everest (8.848 m): en 2000.
6. Nanga Parbat (8.125 m): en 2003.
7. Broad Peak (8.046 m): en 2003.
8. Makalu (8.463 m): en 2004.
9. K2 (8.611 m): en 2004.
10. Manaslu (8.163 m): en 2006.
11. Shisha Pangma (8.027 m): en 1995.
12. Dhaulagiri (8.167 m): en 2007.